# بوگاینویل ۷۶۴۹
سیارک ۷۶۴۹ (به انگلیسی: 7649 Bougainville، نامگذاری:1990SV5) هفت هزار و ششصد و چهل و نهمین سیارک کشف شده‌است که در ۲۲ سپتامبر ۱۹۹۰ کشف شد.
قدر مطلق سیارک برابر ۱۳٫۷۰ است.